# Pallejá
Pallejá (oficialmente en catalán: Pallejà) es un municipio español situado en la comarca del Bajo Llobregat, en la provincia de Barcelona, comunidad autónoma de Cataluña. Forma parte del área metropolitana de Barcelona. El término municipal tiene una extensión de 8,30 km² (de los cuales el 23% son suelo edificado) y tiene una altitud media de 87 m s. n. m.

## Geografía
Integrado en la comarca de Bajo Llobregat, se sitúa a 20 kilómetros del centro de la capital catalana. El término municipal está atravesado por las siguientes carreteras:
- Autovía del Nordeste A-2 entre los pK 597 y 599.
- Autovía B-24 que comunica con Cervelló y Vallirana.
- Antigua carretera N-II que cruza el centro urbano.

El relieve del municipio está definido por el valle del curso bajo del río Llobregat y las elevaciones de la Cordillera Litoral. El término municipal ocupa la llanura aluvial cercana al río y parte del macizo del Montmany, uno de los contrafuertes más orientales del macizo del Garraf. Las mayores elevaciones en el municipio son Les Planes (269 metros), el Guixar (300 metros) y el Cucut (328 metros). La altitud oscila entre los 328 y los 20 metros de altitud. El pueblo se alza a 48 metros sobre el nivel del mar. 
| Noroeste: Corbera de Llobregat                     | Norte: Corbera de Llobregat y Castellbisbal | Noreste: El Papiol              |
| Oeste: Corbera de Llobregat y La Palma de Cervelló |                                             | Este: El Papiol y Molins de Rey |
| Suroeste: La Palma de Cervelló                     | Sur: San Vicente dels Horts                 | Sureste: Molins de Rey          |

### Flora

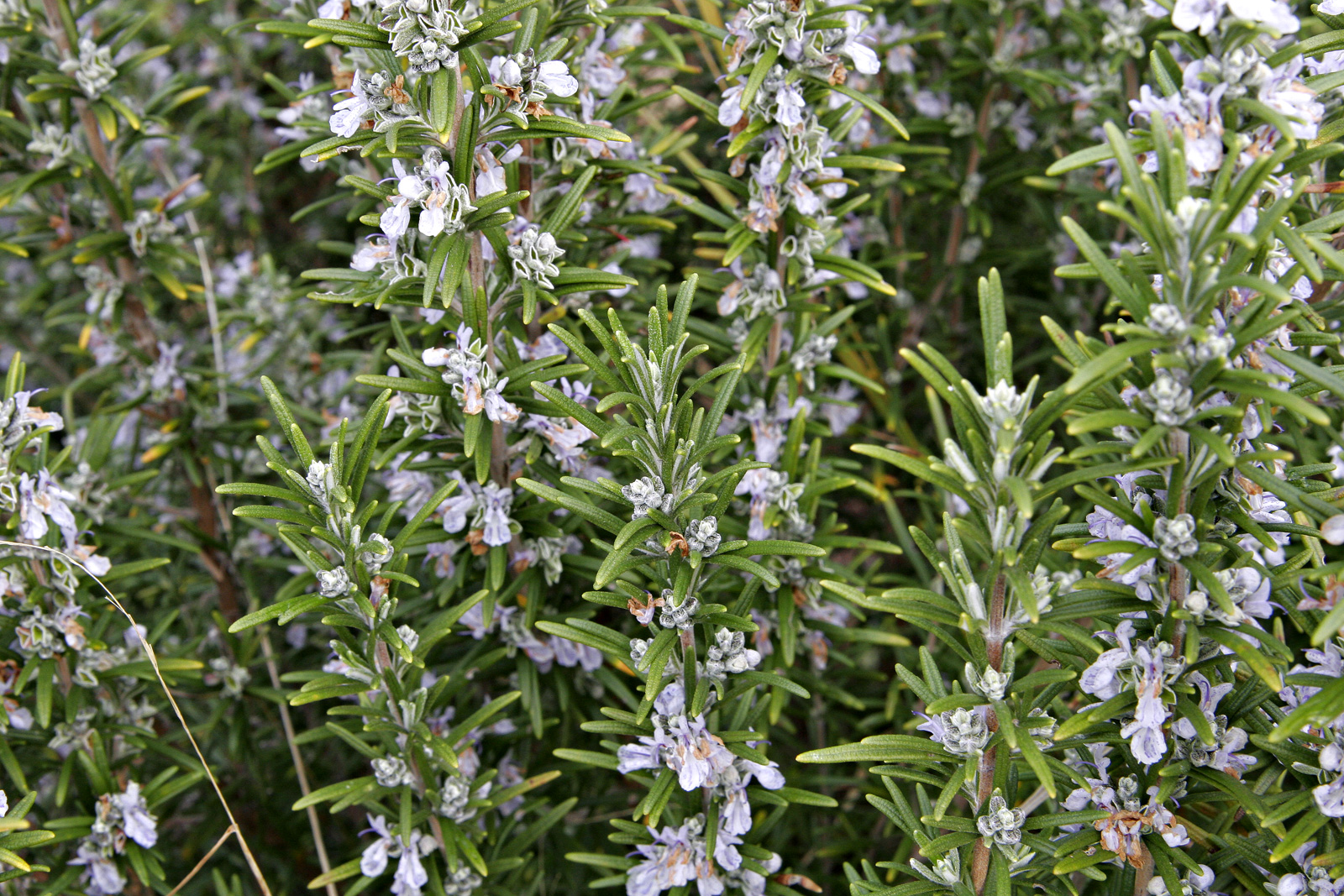
El romero es una de las especies típicas de la zona

La vegetación natural de la zona aparece en la vertiente de la montaña, donde aún quedan restos de la típica vegetación mediterránea y abundante sotobosque. No hay grandes zonas boscosas ya que la actividad humana hace que es esta zona las zonas boscosas estén en recesión.
Si además de tener presente que la zona es de un típico clima mediterráneo, parte del terreno donde se podría desarrollar la vegetación es calcáreo, es decir, un suelo de evolución muy lenta y por tanto las raíces tienen poco espacio para crecer, la vegetación que se encuentra es de hoja pequeña y dura para evitar las pérdidas de agua en las épocas de sequía y que tras un incendio la recuperación de la vegetación sea muy lenta.
Es fácil observar pequeñas zonas boscosas de pino y una vegetación de hojas duras y pequeñas en las que predominan plantas como lentisco, tomillo, romero, jara, palmito, coscoja o enebro, que ocupan gran parte de les Planes después de los incendios producidos en la zona.

## Demografía
Pallejá cuenta con una población de 11 825 habitantes (INE 2024).
| Gráfica de evolución demográfica de Pallejá entre 1842 y 2021                                                         |
| |
| Población de derecho según los censos de población del INE. Población de hecho según los censos de población del INE. |

## Administración y política
Los resultados de las últimas elecciones municipales de 2023 en Pallejá fueron los siguientes:
Total concejales electos: 17 | Mayoría absoluta: 9
| Partido | Partido                                                              | Votos | Porcentaje | Concejales | Diferencia (votos) |
| ------- | -------------------------------------------------------------------- | ----- | ---------- | ---------- | ------------------ |
|         | Entesa per Pallejà - En Comú Guanyem EP-ECG                          | 2208  | 39,92%     | 8          | 153                |
|         | Partit dels Socialistes de Catalunya - Candidatura de progrès PSC-CP | 1217  | 22,00%     | 4          | 95                 |
|         | Esquerra Republicana de Catalunya - Acord municipal ERC-AM           | 548   | 9,9%       | 2          | 535                |
|         | SOMFontpineda SFP                                                    | 390   | 7,05%      | 1          | 34                 |
|         | Partit pel Desenvolupament de Fontpineda PDF                         | 369   | 6,67%      | 1          | 24                 |
|         | Junts per Pallejà - Compromís Municipal CM                           | 320   | 5,78%      | 1          | 35                 |
|         | PP                                                                   | 268   | 4,84%      | 0          | 268                |
|         | Vox VOX                                                              | 145   | 2,62%      | 0          | 145                |

### Alcaldes
A continuación aparece una lista con los alcaldes y los partidos que han gobernado en el municipio desde la restauración de la democracia en España hasta la actualidad:
| Periodo   | Nombre                                                                  | Partido                |
| --------- | ----------------------------------------------------------------------- | ---------------------- |
| 1979-1983 | Julio Ceballos Domínguez                                                | PSC-PSOE               |
| 1983-1987 | Julio Ceballos Domínguez                                                | PSC-PSOE               |
| 1987-1991 | Josep Cardús Rosselló                                                   | CiU                    |
| 1991-1995 | Josep Cardús Rosselló                                                   | CiU                    |
| 1995-1999 | Josep Cardús Rosselló                                                   | CiU                    |
| 1999-2003 | Josep Cardús Rosselló                                                   | CiU                    |
| 2003-2007 | Josep Jordana i Grau                                                    | CiU                    |
| 2007-2011 | José Antonio Rubio Leiva (2007-2009) Ismael Álvarez Serrano (2009-2011) | Entesa per Pallejà CiU |
| 2011-2015 | Ismael Álvarez Serrano                                                  | CiU                    |
| 2015-2019 | Ascensión Ratia Checa                                                   | Entesa per Pallejà     |
| 2019-2023 | Ascensión Ratia Checa                                                   | Entesa per Pallejà     |
| 2023-act. | Ascensión Ratia Checa                                                   | Entesa per Pallejà     |

### Organización territorial
- Pallejà.
- Fontpineda: Fontpineda es consecuencia del Plan Parcial de Ordenación Urbana de la finca Can Montmany de Sobrerroca, aprobado por el Consejo Pleno de la Corporación Metropolitana de Barcelona el 26 de abril de 1968. Este plan creó un sector residencial permanente y de temporada de viviendas aisladas, situado al oeste del núcleo urbano de Pallejá. En su mayor parte abarca la susodicha finca y su superficie es de 207 hectáreas. El acceso rodado se realiza por una carretera que la enlaza con el núcleo urbano de Pallejá y que cuenta con un carril segregado para bicicletas y peatones, existe además una conexión por carretera que la une a La Palma. Fontpineda cuenta con una escuela concertada, un consultorio médico privado, una clínica veterinaria, una farmacia, diversos centros de jardinería, un club de tenis, dos residencias de la tercera edad, y diversos comercios. Fontpineda dispone de los servicios de agua potable corriente, gas natural, línea telefónica con fibra, alumbrado público, servicio de recogida selectiva de basura y red de alcantarillado. Por otro lado, también existe una línea urbana de autobús que conecta la urbanización con la estación de FGC y el núcleo urbano de Pallejá.
- La Magina.

## Servicios

### Escuelas
Públicas (Infantil y Primaria)
- Escola Jacint Verdaguer
- Escola Àngel Guimerà
- Escola La Garalda

Privadas concertadas (Infantil, primaria y secundaria)
- L'Oreig

### Guarderías
- L'Espurna
- Llar d'infants Les Rovires

### Institutos
- Institut de Pallejá

### Transporte

#### Ferrocarril
Ferrocarriles de la Generalidad de Cataluña - Línea Llobregat-Anoia
ZONA 1 (AMB) | ZONA 2 (ATM)

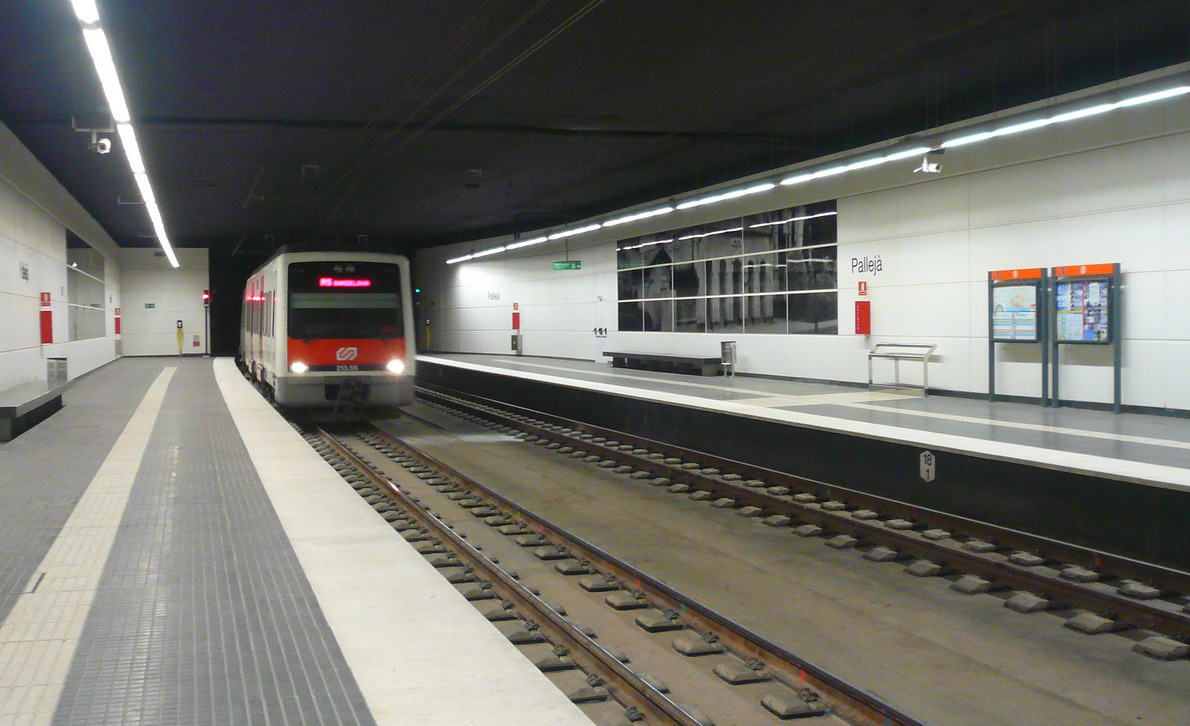
Estación de Pallejá de FGC

- Barcelona-Plaza España - Martorell Enlace
- Barcelona-Plaza España - Olesa de Montserrat
- Barcelona-Plaza España - Manresa
- Barcelona-Plaza España - Manresa (semidirecto)
- Barcelona-Plaza España - Igualada

#### Autobús
Líneas urbanas 
- PF1: Pallejá - Fontpineda - Corbera de Llobregat
- PF2: Pallejá - Fontpineda

Líneas interurbanas 
- L63: Barcelona - Pallejá - San Andrés de la Barca
- L64: Barcelona - San Justo Desvern - San Felíu de Llobregat - Molins de Rey - Pallejá - San Andrés de la Barca - Martorell
- L65: San Justo Desevrn - San Felíu de Llobregat - Molins de Rey - Pallejá - San Andrés de la Barca - Martorell
- L68: Barcelona - Molins de Rey - Pallejá - San Andrés de la Barca - Martorell
- L69: Barcelona - Pallejá - San Andrés de la Barca - Martorell
- N50 (BusNit): Barcelona - San Felíu de Llobregat - Molins de Rey - Pallejá - San Andrés de la Barca - Martorell